# Кушкуй
 Кушкуй  — деревня в Тетюшском районе Татарстана. Входит в состав Нармонского сельского поселения.

## География
Находится в юго-западной части Татарстана на расстоянии приблизительно 14 км на запад-северо-запад по прямой от районного центра города Тетюши у речки Бисярка.

## История
Основана в 1929 году.

## Население
Постоянных жителей насчитывалось в 1938 году — 247, в 1949—281, в 1979—261, в 1989—190. Постоянное население составляло 139 человек (чуваши 98 %) в 2002 году, 129 в 2010.